# CD Santa Clara
Santa Clara är en sportklubb i Ponta Delgada, Azorerna, Portugal. Klubben bildades 1917 och spelar i Primeira Liga säsongen 2022/2023.

## Stadion
Santa Clara spelar sina hemmamatcher på Estádio de São Miguel.
Arenan invigdes 1930 och har idag en publikkapacitet på 13 277.

## Placering tidigare säsonger
| Säsong    | Nivå | Liga          | Placering | Referens | Notering                      |
| --------- | ---- | ------------- | --------- | -------- | ----------------------------- |
| 2016/2017 | 2    | Segunda Liga  | 12        | [ 1 ]    |                               |
| 2017/2018 | 2    | Segunda Liga  | 2         | [ 2 ]    | Uppflyttad till Primeira Liga |
| 2018/2019 | 1    | Primeira Liga | 10        | [ 3 ]    |                               |
| 2019/2020 | 1    | Primeira Liga | 9         | [ 4 ]    |                               |
| 2020/2021 | 1    | Primeira Liga | 5         | [ 5 ]    |                               |
| 2021/2022 | 1    | Primeira Liga | 7         | [ 6 ]    |                               |
| 2022/2023 | 1    | Primeira Liga | 18        | [ 7 ]    |                               |